# Rue Samson
La rue Samson est une voie du 13e arrondissement de Paris située dans le quartier de la Maison-Blanche.

## Situation et accès
La rue Samson est desservie par la ligne 6 du métro  à la station Corvisart.

## Origine du nom
Cette rue prend le nom du personnage biblique Samson ou fut nommée selon le nom d'un ancien propriétaire.

## Historique
Cette rue est classée dans la voirie de Paris par arrêté municipal du 7 février 1933.

## Bâtiments remarquables et lieux de mémoire

Vieilles maisons
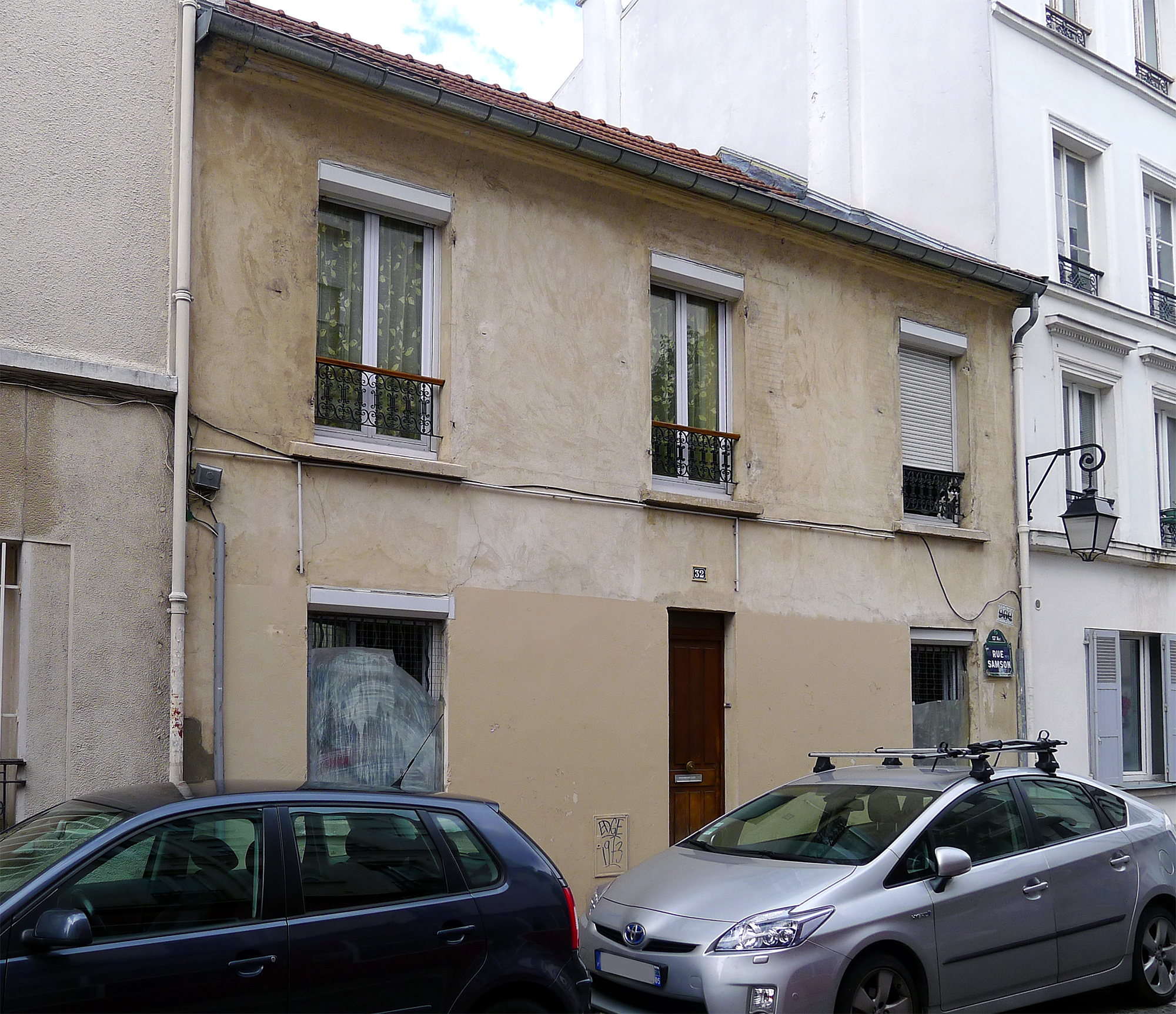
No 32.
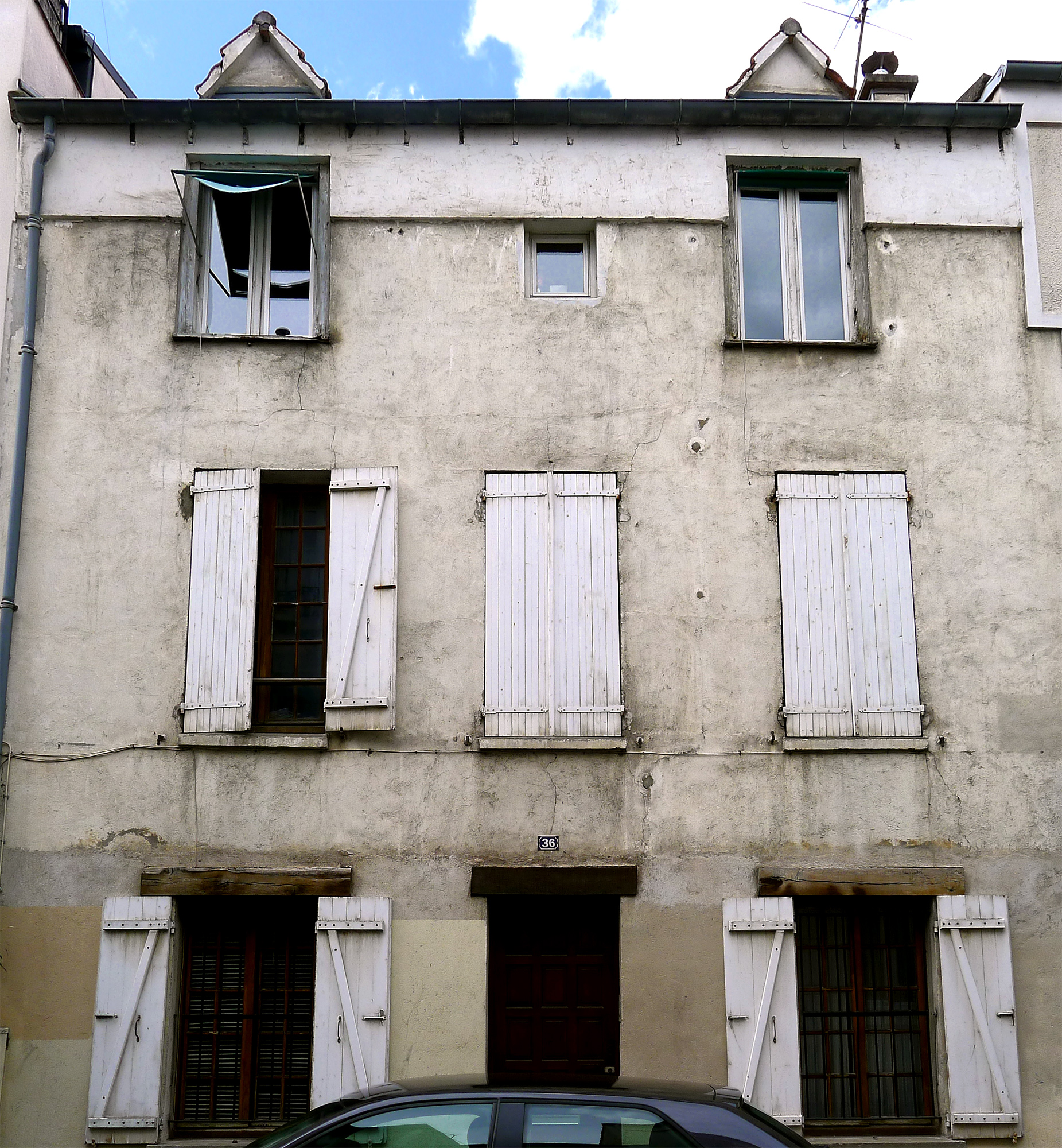
No 36.
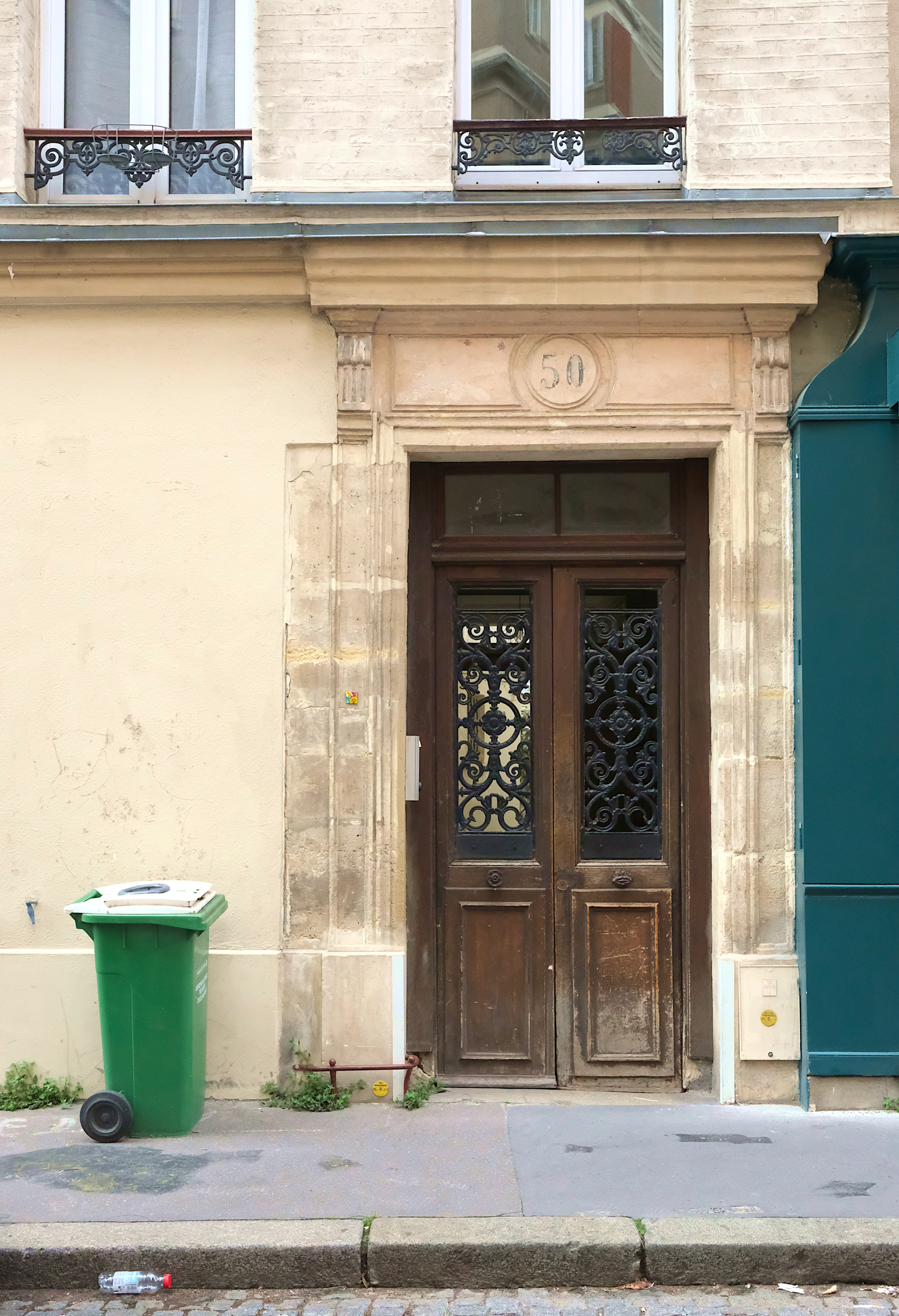
No 50.

L'art urbain est très présent dans cette rue.
